# فرودگاه فارنهام
فرودگاه فارنهام (به انگلیسی: Farnham Airport) یک فرودگاه خصوصی است که یک باند فرود شن دارد و طول باند آن ۷۶۲ متر است. این فرودگاه در کشور کانادا قرار دارد و در ارتفاع ۵۵ متری از سطح دریا واقع شده است.